# Hans Adam Dorten

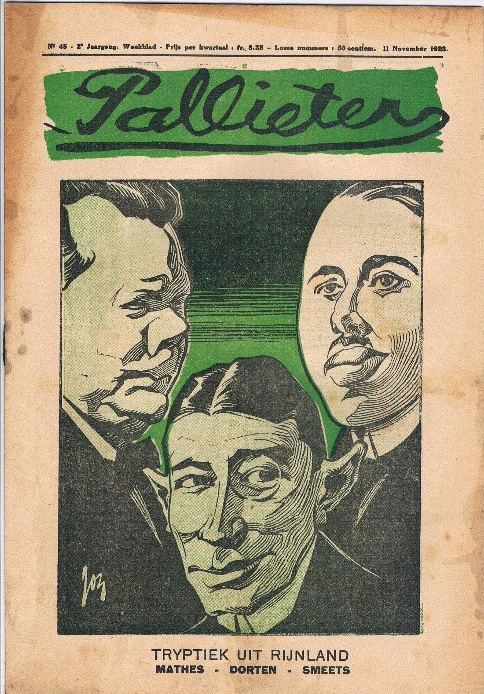
Josef Friedrich Matthes, Dorten & Joseph Smeets
(Jos De Swerts, 1923)

Hans Adam Dorten (ur. 10 lutego 1880, zm. w kwietniu 1963) – niemiecki polityk i sędzia, w latach 1919–1923 przywódca ruchu separatystów nadreńskich (Reńskiej Republikańskiej Partii Ludowej RRVP), który wspierały francuskie władze okupacyjne, w 1923 udał się na emigrację.